# Cercione
Cercione (in greco antico: Κερκύων?, Kerkýōn) è un personaggio della mitologia greca.
Sulla sua discendenza ogni autore ne da una versione diversa poiché Pausania scrive che sia figlio di Poseidone e di una della figlie di Anfizione, Apollodoro cita come padre Branco ed Argiope come madre, infine Igino da come padre Efesto.

## Mitologia
La figlia di Cercione, Alope, fece l'amore con Poseidone (o ne fu stuprata, a seconda delle versioni) e diede alla luce Ippotoo. Cercione allora, per vendicare l'onta la seppellì viva, ma Poseidone la salvò trasformandola nell'omonima sorgente che sgorga nei pressi di Eleusi.
Re di Eleusi e dotato di un'enorme forza fisica, aveva l'abitudine di appostarsi sulle strade nei dintorni di Eleusi e sfidare i passanti a lottare con lui. Cercione prometteva di cedere il proprio regno a chiunque l'avesse battuto, ma le sfide si concludevano invariabilmente con la sconfitta e la morte dei malcapitati viaggiatori. Alla fine l'eroe Teseo riuscì ad avere la meglio su di lui e lo uccise impadronendosi del trono di Eleusi.